# 孔雀雀鲷
孔雀雀鲷（学名：Pomacentrus pavo）为輻鰭魚綱鱸形目雀鲷科雀鲷属的鱼类，俗名青玉雀鲷。分布于红海、印度洋非洲东岸至太平洋中部以及南海诸岛海域、台湾南部等海域，深度1至18公尺，本魚體呈橢圓形且側扁，吻部短鈍，體被櫛鱗，體色金屬藍色至藍綠色，頭部有波浪狀條紋，鱗片上有暗色垂直條紋，鰓蓋頂部有深色圓斑，有時背鰭、臀鰭和尾鰭尖端呈淡黃色，背鰭硬棘13、背鰭軟條13-14枚、臀鰭硬棘2枚、臀鰭軟條12-14枚，體長可達8.5公分，一般生活于礁池或珊瑚礁区，以藻類及浮游生物為食，生活習性不明，可做為食用魚及觀賞魚。该物种的模式产地在东南亚。